# Jan-Eike Hornauer

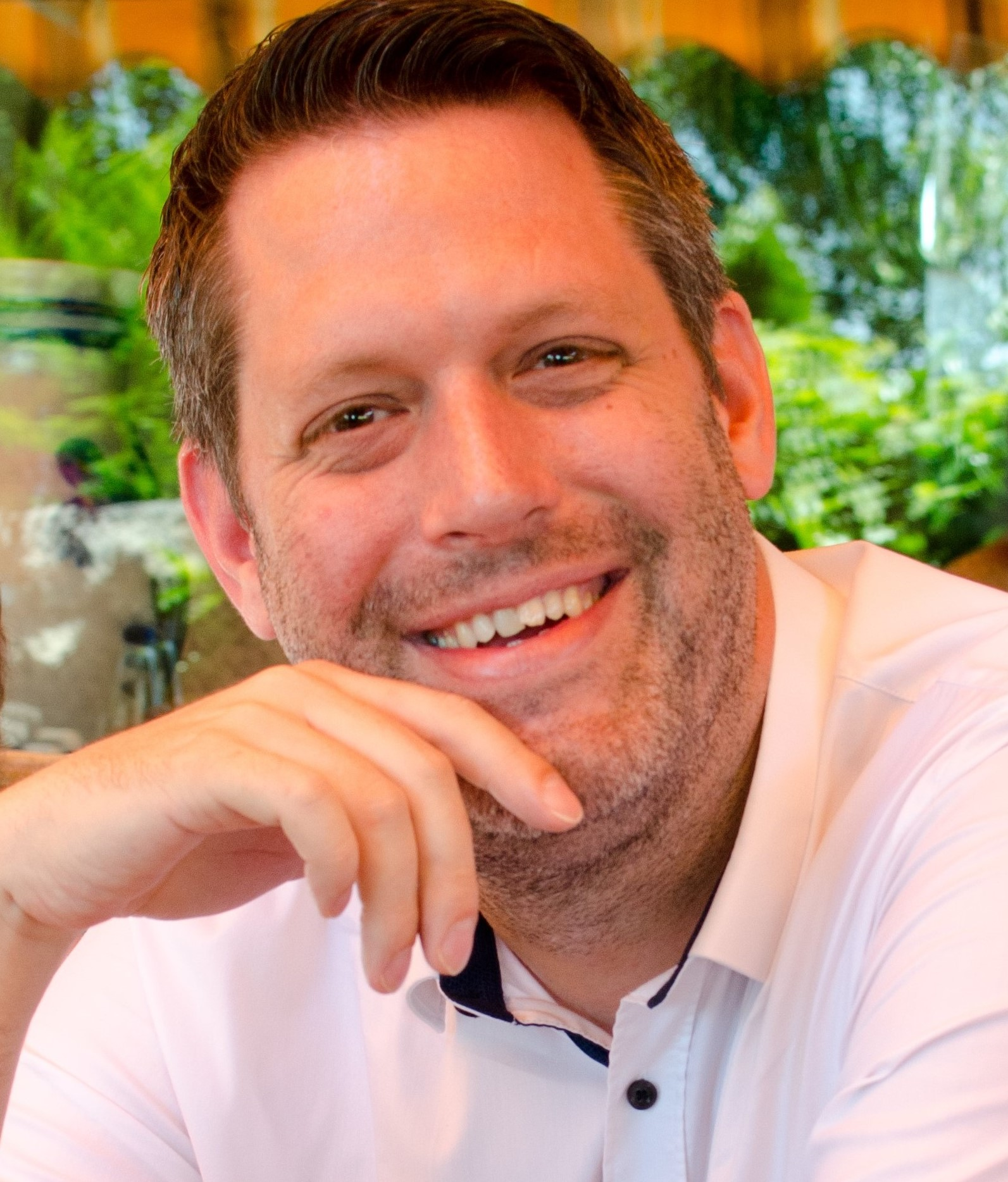
Jan-Eike Hornauer, 2019

Jan-Eike Hornauer (* 22. September 1979 in Lübeck) ist ein deutscher Schriftsteller und Lyriker. Er lebt und arbeitet als Autor, Lektor, Texter und Herausgeber in München.

## Werdegang
Hornauer, aufgewachsen in Hausen bei Aschaffenburg, studierte von 2000 bis 2005 Germanistik und Soziologie in Würzburg, das Studium schloss er 2005 mit einer Magisterarbeit zur „Wende-Lyrik“ (Gedichte zu Mauerfall und deutsch-deutscher Wende) ab. Während Kollegstufen-, Zivildienst- und Studienzeit war er als freier Journalist im Lokalen für Main-Echo und Main-Post tätig; dazu war er Schülerzeitungsredakteur am Julius-Echter-Gymnasium in Elsenfeld, wo er 1999 sein Abitur ablegte. Nach dem Studium wurde er zum Freiberufler als Autor und Herausgeber von Belletristik sowie im PR- und Werbungsbereich. Seit 2014 ist er auch als freier Redakteur für DAS GEDICHT blog und DAS GEDICHT tätig, wo er auch bereits zahlreiche Online-Anthologien herausgebracht hat, etwa zu den Themen Fußball und Liebe; dazu betreut er hier seit 2015 seine Reihe „Gedichte mit Tradition“. Er ist Mitglied in der Gesellschaft für zeitgenössische Lyrik (GZL) in Leipzig und zweiter Vorsitzender des Münchner Künstlervereins Realtraum. Hornauer arbeitet zumeist mit Reim und Rhythmus, seine besondere Vorliebe gilt dem Sonett. Er schreibt schwerpunktmäßig Komische Lyrik, Liebesgedichte und Politische Lyrik. Lyrik und Kurzgeschichten von ihm erschienen u. a. in verschiedenen Anthologien und Literaturzeitschriften, Gedichte auch in Publikumsmedien, wie WDR 3 und WDR 5, Main-Echo und taz, und kuratierten Online-Portalen, wie Signaturen-Magazin und dem von der Bayerischen Staatsbibliothek betriebenen Literaturportal Bayern. 2009 erschien mit „Schallende Verse“ sein erster Solo-Gedichtband bei Lerato, 2016 mit „Das Objekt ist beschädigt“ sein zweiter lyrischer Solotitel im muc Verlag. Als Herausgeber – und jeweils auch Mit-Autor – hat er seit 2007 acht gedruckte Titel vorgelegt, vier davon sind Gedichtsammlungen, vier Prosa-Anthologien.

## Werke

### Eigenständige Veröffentlichungen
- Schallende Verse – vorwiegend komische Gedichte. Lerato Verlag 2009, ISBN 978-3-938882-84-9
- Das Objekt ist beschädigt – zumeist komische Gedichte aus einer brüchigen Welt. muc Verlag 2016, ISBN 978-3-9815181-5-3

### Herausgeberschaften Print-Anthologien
- Wortbeben. Komische Gedichte. Lerato 2007. ISBN 978-3-938882-61-0.
- Winter. Das perfekte Lesebuch für kalte Tage. Lerato 2008, ISBN 978-3-938882-89-4
- Sommer. Das perfekte Urlaubs-Lesebuch. Lerato 2008, ISBN 978-3-938882-71-9
- Mortus in Colonia. Köln-Kurzkrimis. Wellhöfer 2009. ISBN 978-3-939540-42-7
- Grotesk! Eine Genre-Anthologie. Candela 2011. ISBN 978-3-942635-22-6.
- Der schmunzelnde Poet. Neue komische Gedichte. Candela 2013. ISBN 978-3-942635-16-5.
- Wenn Liebe schwant. Gedichte. muc Verlag 2017. ISBN 978-3-9815181-6-0
- Semmel sei der Mensch, Bratwurst und Senf! von Karsten Ingmar Paul, herausgegeben und mit Einordnungstexten von Jan-Eike Hornauer, muc Verlag 2025, ISBN 978-3-9820886-7-9

### Herausgeberschaften Online-Anthologien
- Vom Leder gezogen – Gedichte zur Fußball-WM 2014, Das Gedicht Blog 2014
- Wenn Liebe schwant, Das Gedicht Blog 2014
- Wenn Liebe schwant II, Das Gedicht Blog 2015
- Wenn Liebe schwant III, Das Gedicht Blog 2017
- Gedichte mit Tradition, Das Gedicht Blog, seit 2015
- Vom Leder gezogen – zur EM 2016 in Frankreich, Das Gedicht Blog 2016
- Zum Welttag der Poesie: ausgesuchte Dichtungs-Gedichte, Das Gedicht Blog, 21. März 2016
- Lockdown-Lyrik, zus. mit Alex Dreppec und Fritz Deppert, Das Gedicht Blog 2020

### Beiträge in Print-Anthologien und Literaturzeitschriften (Auswahl)
- Das Gedicht, Nr. 22 bis 32, AGL Verlag
- Versnetze, Nr. 7 bis 15, Verlag Ralf Liebe
- Poesie Agenda 2017 bis 2025 (erschienen: 2016 bis 2024), orte Verlag
- Poesiealbum neu, Nr. 1/2015, 2/2016, 1/2018, 1/2019, 1/2020, 2/2020, 1/2022, 1/2023, 1/2024, 2/2024
- Mein heimliches Auge, Nr. 29, 30, 31, 33, 35, 36, 37, konkursbuch Verlag
- etcetera, Nr. 50, 52, 59, 60, 64, 65, 71, 72, Best-of-Sondernummer von 2020, 81, 82, 94
- Flandziu. Halbjahresblätter für Literatur der Moderne, Nr. 1 2017, 1 & 2 2018
- Heimat. Gedichte, hg. v. Anton G. Leitner, Reclam 2017
- Sieben Ziegen fliegen durch die Nacht, hg. v. Uwe-Michael Gutzschhahn, dtv 2018
- Die Bienen halten die Uhren auf, hg. v. Anton G. Leitner, Reclam 2020
- Fährten des Grauens. Deutschsprachige Grusel- und Horrorgedichte, hg. v. Axel Kutsch, Verlag Ralf Liebe 2021
- Gedichte für alle Liebeslagen, hg. v. Anton G. Leitner, Reclam 2021
- Jede Jahreszeit ist schön, hg. v. Anton G. Leitner, Reclam 2025